# كريس س. كيمب
كريس س. كيمب (بالإنجليزية: Chris C. Kemp)‏ هو مسير أعمال أمريكي، ولد في 1977 في بوفالو في الولايات المتحدة.